# Lupita Jones

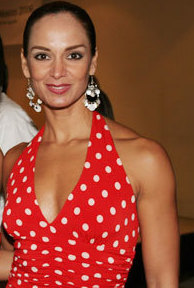
Lupita Jones

María Guadalupe Jones Garay (* 6. September 1967 in Mexicali, Mexiko) war die erste mexikanische Frau, die als Miss Universe im Jahr 1991 gewählt wurde.
Im September 1990 gewann sie als Repräsentantin des mexikanischen Bundesstaates Baja California den Titel Señorita Mexico (Miss Mexiko). Im darauf folgenden Jahr, am 17. Mai 1991, gewann sie den Miss Universe Schönheitswettbewerb in Las Vegas gegen 72 Mitbewerberinnen.
1994 gründete sie eine Firma mit dem Namen Promocertamen und kreierte den Schönheitswettbewerb Nuestra Belleza Mexico als offiziellen nationalen mexikanischen Schönheitswettbewerb.
Jones studierte Betriebswirtschaftslehre, absolvierte ein Aufbaustudium in Mexicali und wurde eine erfolgreiche Geschäftsfrau.